# 에이핑크
에이핑크(Apink)는 대한민국의 5인조 걸 그룹이다. 2013년 4월에 6인조로 재편되었으며, 2022년 4월에 5인조로 재편되었다.
팬클럽 이름은 'PANDA(판다)'이며, 응원봉은 '판다봉'이라 부른다. 공식 색상은 Strawberry Pink(딸기우유색)이다.

## 활동

### 2011년-2012년: 데뷔와 《Seven Springs Of Apink》, 《Snow Pink》
2011년 2월 10일부터 에이핑크의 멤버들이 1명씩 공개되었다. 그 후 3월 11일부터 트렌디(TrendE)에서 《에이핑크 뉴스》가 방영되며 그룹이 처음으로 공개되었다. 4월 15일, 데뷔 앨범 Seven Springs Of Apink의 타이틀 곡 〈몰라요〉의 티저 영상이 공개되었다.
4월 19일, 《Seven Springs Of Apink》가 뮤직비디오와 함께 발매되었고 공식 데뷔하였다. 4월 21일, 엠카운트다운에서 공식 활동을 시작하였다.
2011년 11월 22일, 2번째 EP 앨범 《Snow Pink》가 발매되었다.

### 2012년: 데뷔 첫 1위, 《UNE ANNEE》그리고홍유경의 출발

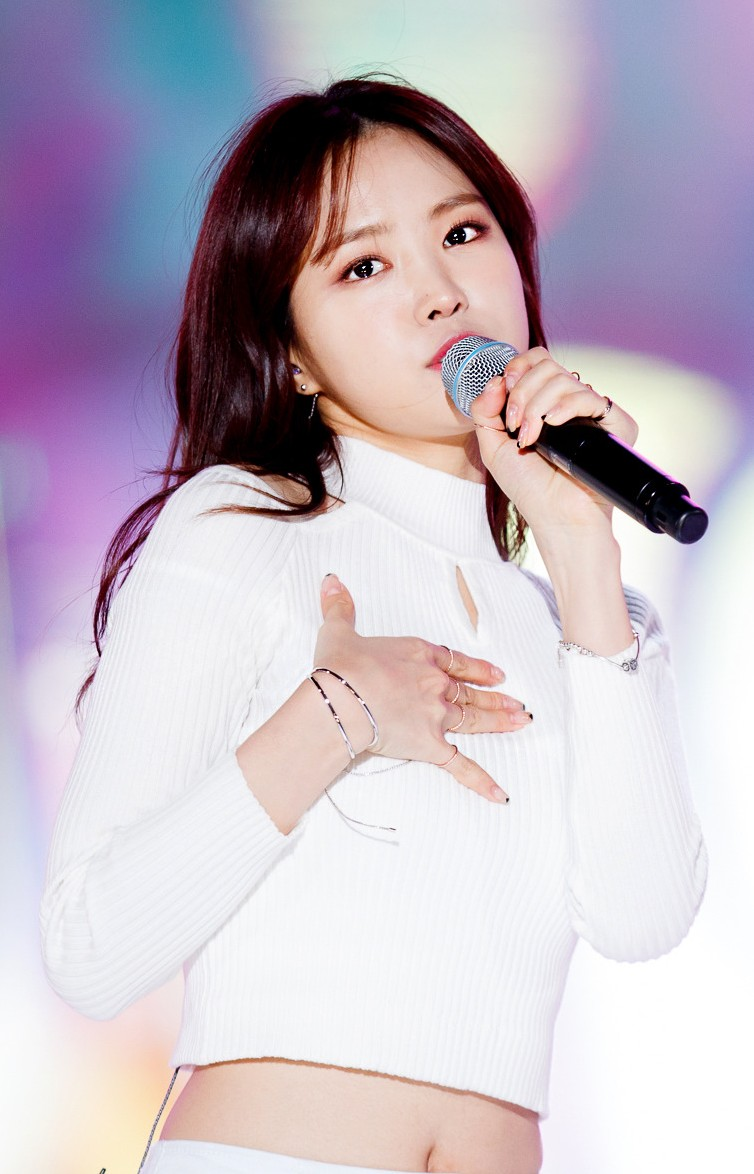
2012 아시아 모델 페스티벌 어워즈에서 에이핑크 손나은.

2012년 1월 5일, 엠카운트다운에서 《Snow Pink》의 타이틀곡 'MY MY'로 첫 음악방송 1위를 하였다.
2012년 5월 9일, 정규앨범 1집 《UNE ANNEE》로 컴백하였다.
2013년 4월 23일, 홍유경이 그룹 탈퇴를 선언했다.

### 2013년: 《Secret Garden》

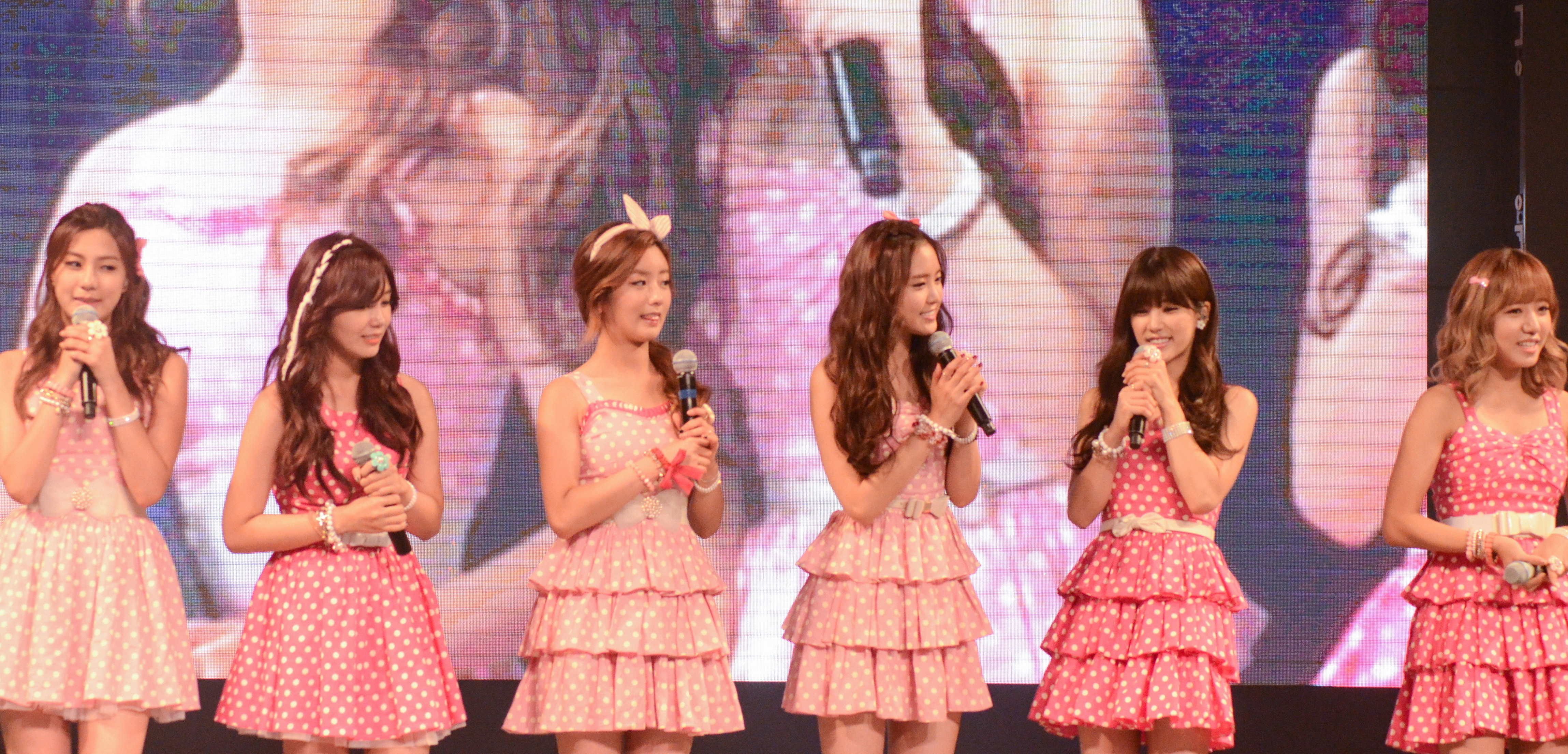
2013 엠넷 아시안 뮤직 어워드에서 에이핑크.

그룹은 2013년 7월 대규모 컴백을 결정했다, S.E.S의 영향을 받은 참고 자료 중 하나.
2013년 7월 5일, 3번째 EP 앨범 《Secret Garden》으로 컴백해, 타이틀곡 'NoNoNo'으로 7월 17일 쇼 챔피언 1위를 차지하였다. 이어 7월 19일에 뮤직뱅크에서 지상파 첫 1위를 기록했다.

### 2014년: 《Pink Blossom》, 《Pink LUV》

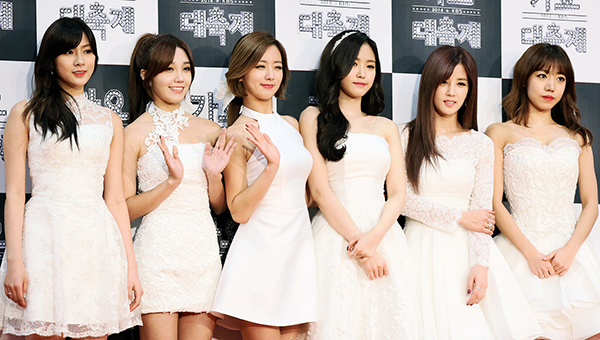
2014 KBS 가요대축제에서 에이핑크.

2014년 3월 31일, 4번째 EP 앨범인 《Pink Blossom》을 발표하면서 4월 4일 타이틀곡 〈Mr. Chu〉로 컴백하였다. 4월 둘째주 쇼 챔피언, 엠카운트다운, 뮤직뱅크, 쇼! 음악중심, SBS 인기가요 등 대한민국 5대 음악방송에서 1위를 함으로써 그랜드슬램을 달성했다. 그러나 4월 16일 세월호 침몰 사고가 발생하면서 약 4주간 모든 음악방송이 중단되었고, 에이핑크를 포함한 거의 모든 가수들이 활동을 중단했다.
10월 22일, 첫 번째 일본 싱글 NoNoNo로 일본에 데뷔하였다.
11월 24일, 앨범 Pink LUV로 컴백하였다. 그동안 선보인 타이틀곡들과 달리, 타이틀곡 <LUV>는 차분하고 아련한 느낌의 곡으로서, 신사동 호랭이와 큐브 소속 작곡가 범이낭이가 합작한 곡이었다. 에이핑크가 이별이나 그리움을 표현한 곡은 대개 수록곡으로 나왔고, 타이틀곡으로 나온 건 처음이었다. 그래서인지 거부감을 나타내는 사람도 있었다. 청순, 발랄한 이미지에서 성숙으로의 변화라고 할 수 있다. 2014년 12월 첫째 주 Pink LUV의 타이틀곡 <LUV>로 THE SHOW: All About K-POP(12월 2일)를 포함하여 뮤직뱅크(12월 5일), 쇼! 음악중심(12월 6일), SBS 인기가요(12월 7일) 지상파 3사의 모든 음악방송에서 1위를 달성했다. 그리고 2014년 12월 둘째 주에도 모든 음악방송에서 1위를 차지하였다. 모든 음악방송 2주 연속 1위는 데뷔 이래 첫 기록이다. 또한 2014년에 걸그룹 중 처음으로 달성한 기록이기도 하다. 그리고 THE SHOW: All About K-POP, SBS 인기가요에서 3주 연속 1위를 하면서 트리플크라운을 달성하였고, 뮤직뱅크에서 4주 연속 1위를 차지하며 12월의 모든 음악방송(결방 제외)에서 트로피를 차지하였다. 또한 지상파 3사의 모든 음악방송에서 3주 연속 1위를 차지한 것은 에이핑크가 처음이다. <LUV>는 총 17관왕을 기록하였다.

### 2015년: 《Pink MEMORY》

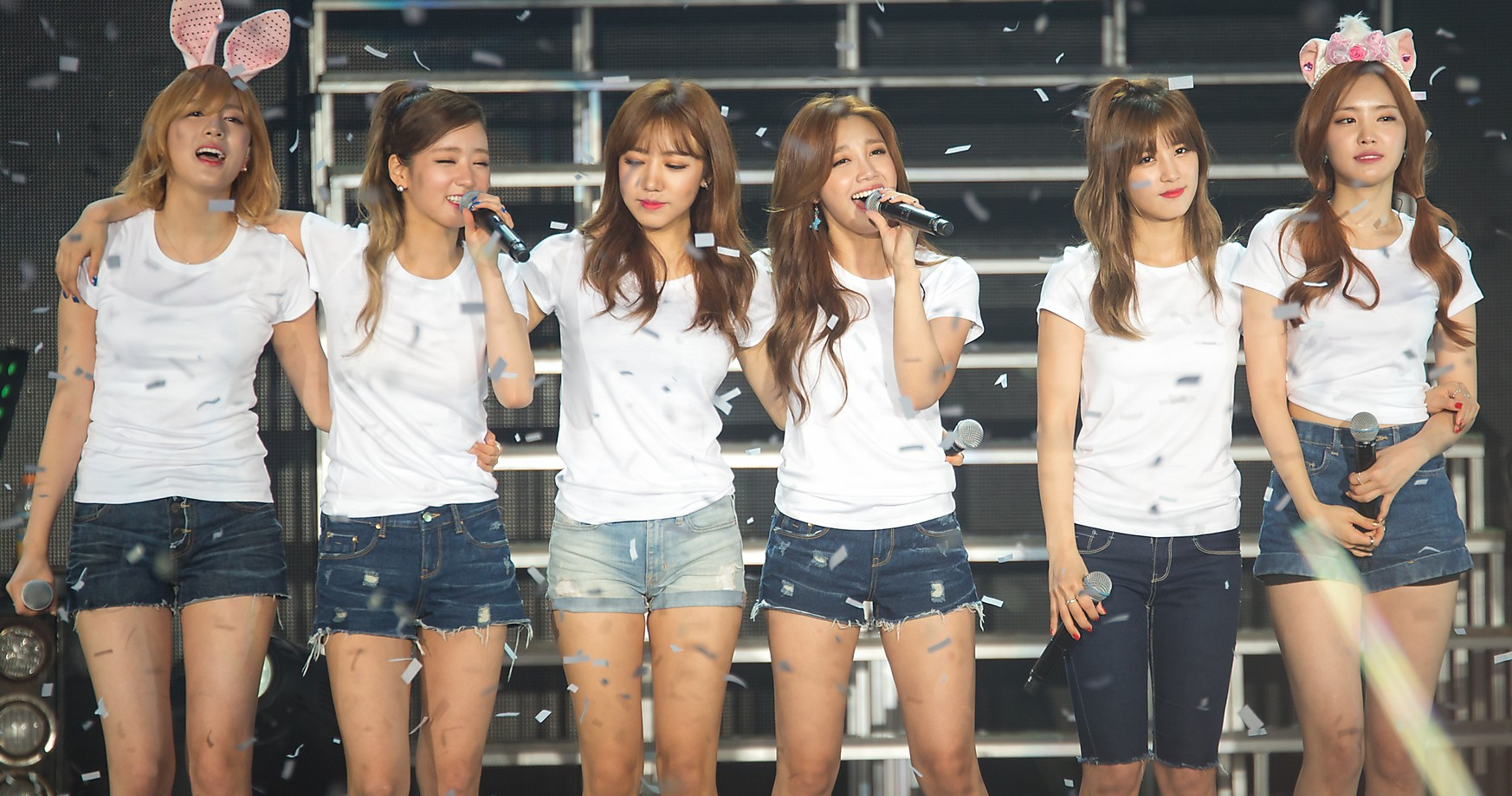
2015년 5월 30일 핑크 파라다이스 콘서트에서 에이핑크

2015년 1월 10일, 쇼! 음악중심에서 Pink LUV의 타이틀 곡 "LUV"가 1위를 차지하며 쇼! 음악중심 최초로 5주 연속 1위라는 타이틀을 획득하였다. 1위 공약이였던 단독 콘서트 Apink 1ST CONCERT "PINK PARADISE"를 올림픽공원 올림픽홀에서 1월 30~31일 이틀간 개최하였다.
2월 중 일본 사전 현지 프로모션 후 18일 두번째 일본 싱글 Mr. Chu (On Stage)를 발매해 오리콘 주간 차트에서 2위에 올랐다. 3월 22일에는 싱가포르 엑스포 홀에서 첫 해외 콘서트를 성공적으로 개최하였다. 5월 20일에는 3번째 일본 싱글 LUV를 발매해 또다시 오리콘 주간 차트에서 2위에 올랐다. 5월 30일에는 두번째 해외 콘서트를 상해 대무대에서 성황리에 개최하였다.
7월 16일, Pink MEMORY를 발매하여 타이틀곡 《Remember》로 활동하였다. 8월 22~23일, 잠실실내체육관에서 2번째 단독 콘서트 Apink 2ND CONCERT "PINK ISLAND"를 개최하였다. 8월 26일, 첫 일본 정규 앨범인 PINK SEASON을 발매하고 라이브 투어를 통해 일본 4개 지역에서 6회의 공연을 개최하였다.
11월 말 에이큐브엔터테인먼트가 로엔엔터테인먼트에 인수되면서, 멤버 전원이 7년의 계약 기간이 만료되기 전에 재계약을 맺었다.
12월 9일, 4번째 일본 싱글 SUNDAY MONDAY를 발매하여 오리콘차트 5위에 올랐다.

### 2015-6년: 《Pink Revolution》, 《Dear》

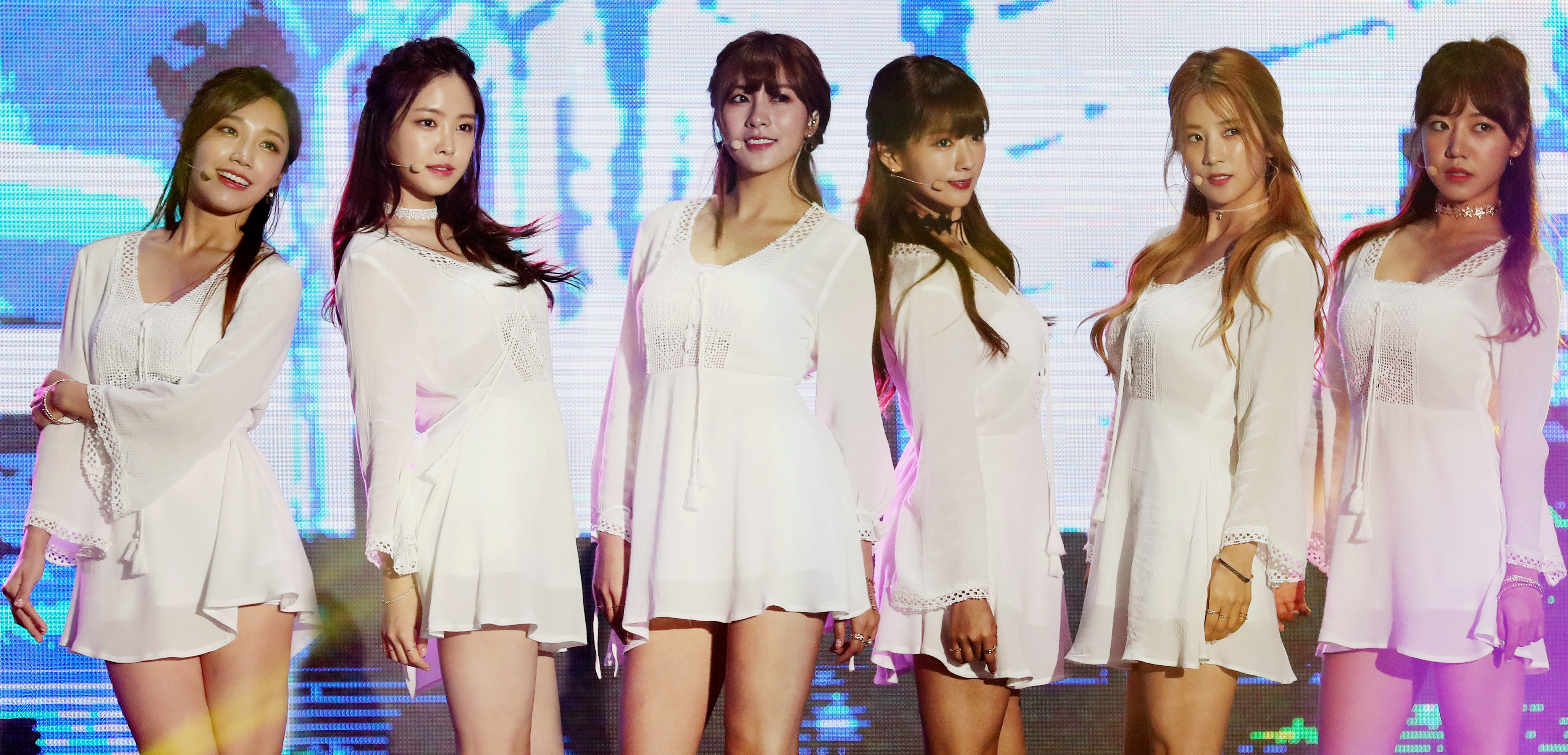
2016년 9월 30일 코리아 세일 페스타 오프닝에서 에이핑크

2015년 10월 25일 PINK MEMORY NORTH AMERICAN TOUR를 통해 캐나다 밴쿠버를 시작으로 1월 6일 댈러스, 1월 8일 샌프란시스코, 1월 9일 로스엔젤레스에서 총 4번의 공연을 개최하였다. 2월, 소속사인 에이큐브엔터테인먼트가 플랜에이엔터테인먼트로 이름을 바꿨다.
2016년 9월 26일, 1년 2개월 만에 3번째 정규앨범 《내가 설렐 수 있게》를 발매하였다. 그 날 엠카운트다운에서 새로운 정규 앨범 무대를 선보였고, 10월 23일 SBS 인기가요 무대를 끝으로 당해 앨범활동을 마무리하였다.
2016년 12월 15일, 스페셜 앨범 《Dear》를 발매하였다. 2017년 1월 1일 SBS 인기가요에서 스페셜 무대를 선보였다.

### 2017년: 《Pink Up》

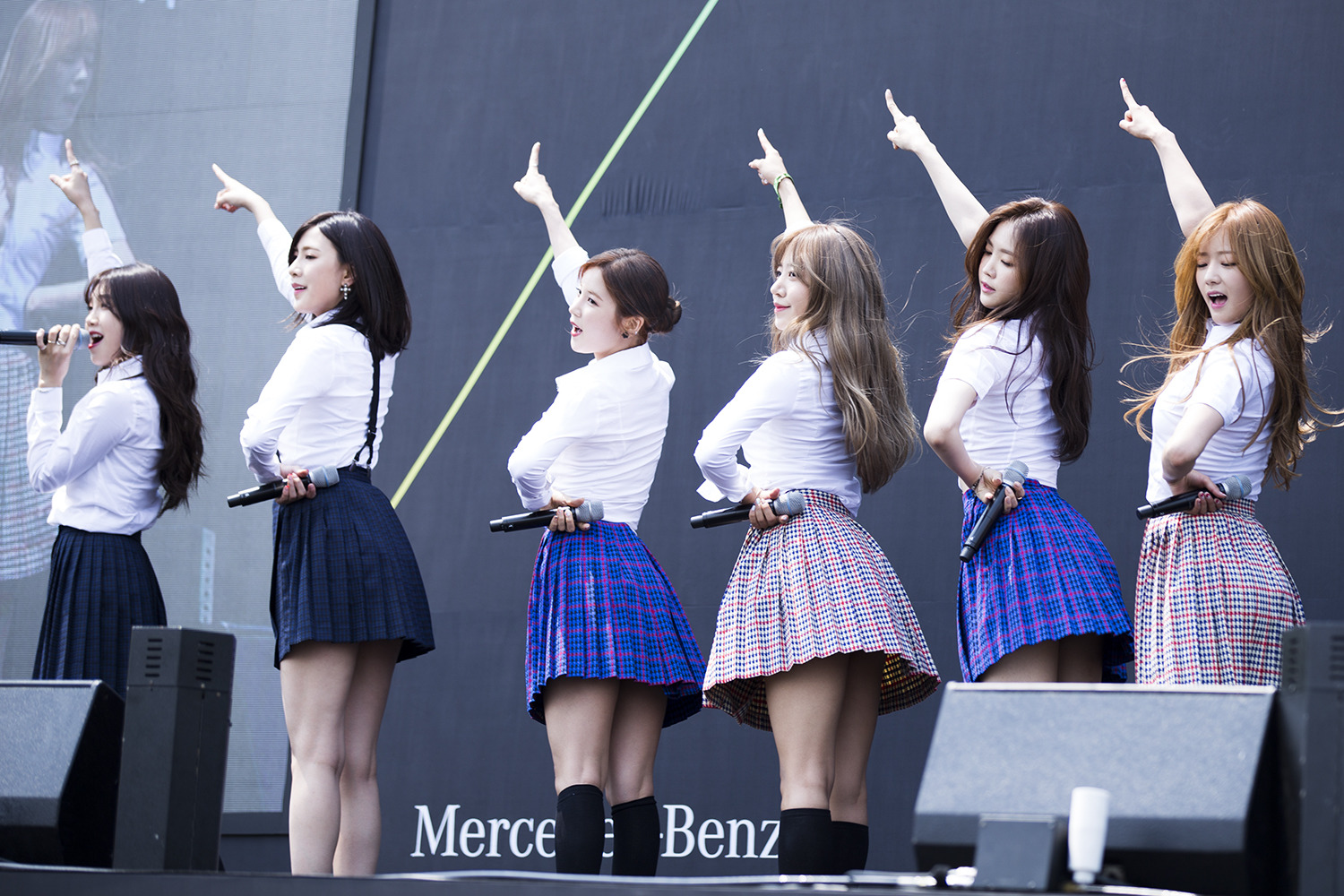
2017년 5월 28일 Mercedes Benz Donatic & Race Event에서 에이핑크.

2017년 6월 26일, 6번째 미니 앨범 《Pink Up》을 발매하고 타이틀곡 "FIVE"로 활동하였다. 7월 16일 SBS 인기가요를 마지막으로 활동을 마무리했다.총 6관왕을 기록하였다.

### 2018년: 《ONE & SIX》
2018년 7월 2일, 7번째 미니 앨범 《ONE & SIX》를 발매하고 타이틀곡 "1도 없어 (I'm So sick)"로 활동하였다. 7월 22일 SBS 인기가요를 마지막으로 활동을 마무리하였다. 총 5관왕을 하였다.

### 2019년: 《PERCENT》

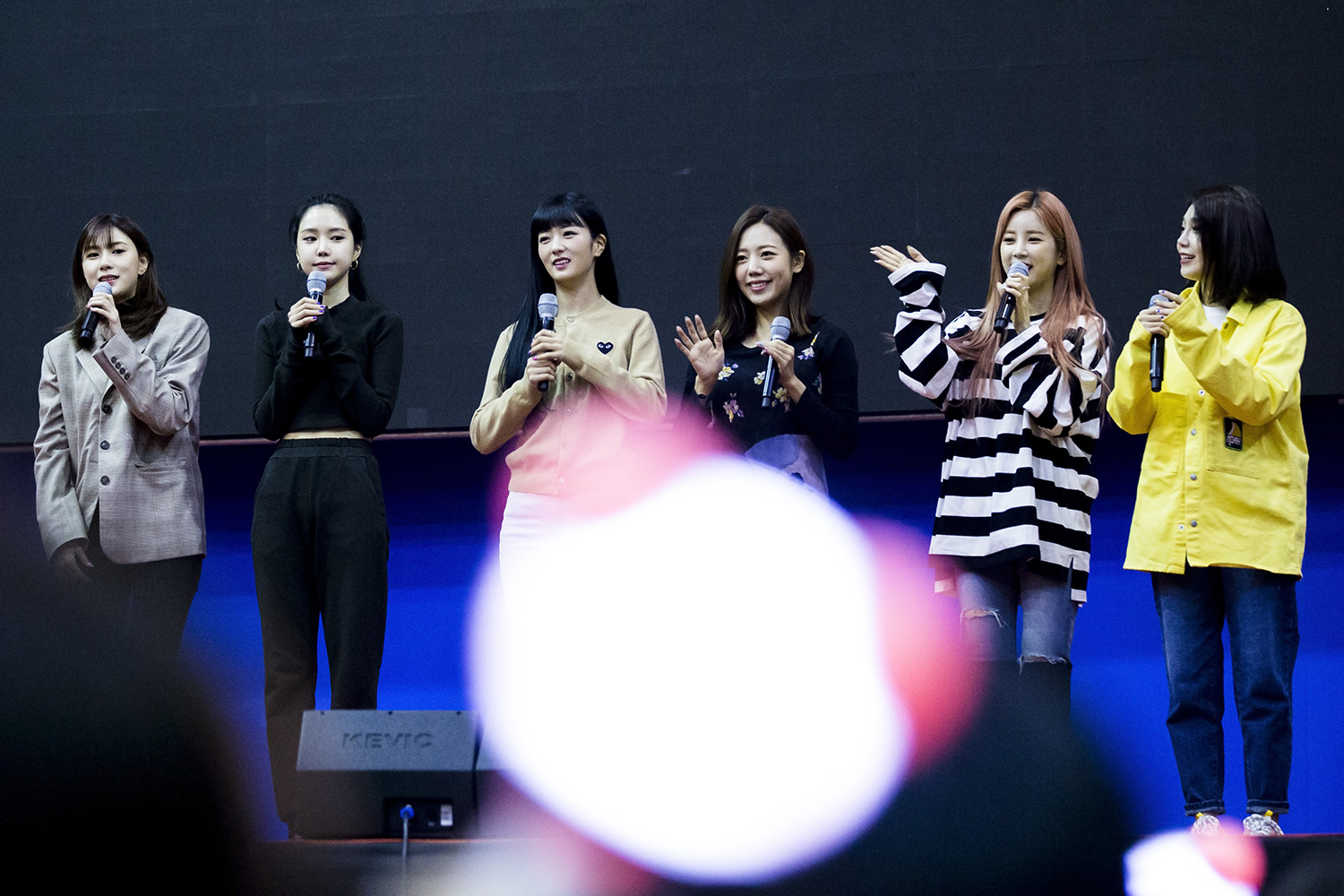
2019년 1월 20일 미니 팬미팅에서 에이핑크

2019년 1월 7일, 8번째 미니 앨범 《PERCENT》를 발매하고 컴백하였다. 1월 9일 쇼 챔피언을 통해 "%% (응응)" 컴백무대를 가졌다. 1월 16일 쇼 챔피언에서 타이틀곡 "%% (응응)"으로 첫 1위를 했다. 1월 20일 SBS 인기가요를 끝으로 "%% (응응)" 활동을 마무리하였다.

### 2020년: 《LOOK》
2020년 2월 1일과 2일, 6번째 단독콘서트를 개최하였다.
2020년 4월 13일, 9번째 미니앨범 《LOOK》를 발매하고 타이틀곡 "덤더럼 (Dumhdurum)"으로 컴백했다. 음원 차트에서 "Remember" 이후로 오랜만에 1위를 하였다. 4월 17일 뮤직뱅크를 통해 "덤더럼 (Dumhdurum)" 컴백 무대를 가졌다. 4월 21일 더 쇼에서 타이틀곡 "덤더럼 (Dumhdurum)"으로 첫 1위를 했다. 4월 26일 SBS 인기가요에서 마지막 방송을 가졌다. 이 활동에서 총 8관왕을 기록하였다.

### 2021년: 10주년 팬송, 멤버손나은소속사 이전
2021년 4월 19일, 데뷔 10주년 기념 팬송 《고마워 (Thank you)》을 공개했다.
2021년 4월 29일,2차 계약종료에서 박초롱,윤보미,정은지,김남주,오하영은 재계약을 했지만 손나은은 YG엔터테인먼트로 이적했지만 활동은 유지하기로 했다.

### 2022년: 《HORN》, 멤버손나은탈퇴, 11주년 팬송
2022년 2월 14일, 스페셜 앨범 《HORN》를 발매하고 타이틀곡 "Dilemma"으로 컴백했다. 연기 활동을 위해 YG엔터테인먼트로 이적한 멤버 손나은은 앨범 재킷 사진과 뮤직비디오에는 함께 하였지만 개인 스케줄 때문에 다른 활동에는 불참하였다. 2월 17일 엠카운트다운를 통해 "Dilemma" 컴백 무대를 가졌다. 2월 22일 더 쇼에서 타이틀곡 "Dilemma"으로 첫 1위를 했다. 2월 27일 SBS 인기가요에서 마지막 방송을 가졌다.
2022년 4월 8일, 결국 멤버 손나은이 팀을 탈퇴한다는 사실이 발표되었고 4월 19일부로 5인조가 되었다.
2022년 4월 19일, 데뷔 11주년 기념 팬송 《나만 알면 돼》를 공개했다.

### 2023년: 《SELF》, 멤버들 소속사 초이크리에이티브랩과 계약, 《PINK CHRISTMAS》
2023년 4월 5일, 10번째 미니 앨범 《SELF》를 발매하고 타이틀곡 〈D N D〉로 컴백했다.
2023년 4월 28일, 멤버 정은지는 기존 소속사와 재계약했으며 다른 4명은 초이크리에이티브랩과 계약했다고 보도되었다. 팀 활동은 유지되며, 5월부터 4명은 새 회사 소속으로 활동한다.
2023년 12월 11일, 크리스마스 시즌 송 《PINK CHRISTMAS》를 발매하였다. 멤버 정은지, 김남주가 작사에 참여했다.

### 2024년: 13주년 팬송, 단독 콘서트 《PINK CHRISTMAS》
2024년 4월 19일, 13주년 팬송 "Wait Me There" 공개되었다.
2024년 12월 21일, 22일 단독 콘서트를 개최하였다. 콘서트 명은 "PINK CHRISTMAS"이다.

### 2025년: 14주년 팬송, 소속사 아이에스티 엔터테인먼트와의 결별
2025년 4월 19일, 14주년 팬송 《Tap Clap》이 공개되었다.
2025년 5월 2일, 멤버 정은지가 소속사 아이에스티 엔터테인먼트와 전속 계약을 마무리 지으면서 멤버 전원이 떠나게 됐다. 그리고 소속사 빌리언스와 전속 계약을 하였다.
2025년 6월 10일, 멤버 박초롱, 윤보미, 김남주, 오하영은 위드어스엔터테인먼트와 전속 계약을 하였다.

## 구성원
| 이름   | 소개 |
| ------ | --- |
| 박초롱 | - 이름: 박초롱 (朴-) - 출생: 1991년 3월 3일(34세), 대한민국 세종특별자치시 부강면 - 소속사: 위드어스엔터테인먼트 - 활동 기간: 2011년 4월 19일~현재           |
| 윤보미 | - 이름: 윤보미 (尹普美) - 출생: 1993년 8월 13일(31세), 대한민국 경기도 수원시 권선구 고색동 - 소속사: 위드어스엔터테인먼트 - 활동 기간: 2011년 4월 19일~현재 |
| 정은지 | - 이름: 정은지 (鄭恩地) - 출생: 1993년 8월 18일(31세), 대한민국 부산광역시 - 소속사: 빌리언스 - 활동 기간: 2011년 4월 19일~현재                              |
| 김남주 | - 이름: 김남주 (金南珠) - 출생: 1995년 4월 15일(30세), 대한민국 서울특별시 서초구 서초동 - 소속사: 위드어스엔터테인먼트 - 활동 기간: 2011년 4월 19일~현재    |
| 오하영 | - 이름: 오하영 (吳夏榮) - 출생: 1996년 7월 19일(29세), 대한민국 서울특별시 강서구 화곡동 - 소속사: 위드어스엔터테인먼트 - 활동 기간: 2011년 4월 19일~현재    |

### 이전 구성원
| 이름   | 소개 |
| ------ | --- |
| 홍유경 | - 이름: 홍유경 (洪瑜暻) - 출생: 1994년 9월 22일(30세), 대한민국 서울특별시 동작구 흑석동 - 활동 기간: 2011년 4월 19일 ~ 2013년 4월 23일                         |
| 손나은 | - 이름: 손나은 (孫-) - 출생: 1994년 2월 10일(30세) , 대한민국 서울특별시 강남구 압구정동 - 소속사: YG엔터테인먼트 - 활동 기간: 2011년 4월 19일 ~ 2022년 4월 8일 |

### 내용주
1. ↑  2월 11일 손나은이, 2월 17일 박초롱이 공개되었다. 이어 2월 21일 오하영이 공개되고, 3월 10일 정은지와 홍유경이 공개되었다. 그리고 3월 11일 Trend E 《에이핑크 뉴스》을 통해 윤보미와 김남주가 공개되어 모든 멤버가 공개되었다.

### 참조주
1. ↑  “[근황] 에이핑크(Apink), 드디어 공식색 결정…‘스트로베리 핑크’”. 2017년 8월 14일.
2. ↑  “에이큐브 新걸그룹 '에이핑크' 리얼리티 데뷔”. TV리포트. 2011년 3월 9일.
3. ↑  이수아 (2011년 4월 15일). “에이핑크, 티저 반응 '후끈'”. 뉴스파인더. 2014년 2월 21일에 원본 문서에서 보존된 문서. 2013년 11월 14일에 확인함.
4. ↑  “신인그룹 에이핑크, 음원 뮤직비디오 공개로 상큼발랄 매력 발산”. 티브이데일리. 2011년 4월 19일. 2014년 12월 14일에 원본 문서에서 보존된 문서. 2014년 12월 7일에 확인함.
5. ↑  “에이핑크,'새해 첫 엠카 1위 영광'”. OSEN. 2011년 1월 5일.
6. ↑  “에이핑크 홍유경 그룹 탈퇴…학업 전념”. 동아일보. 2004년 4월 24일.
7. ↑  “에이핑크, 데뷔 2년3개월만 '뮤뱅' 지상파 첫1위..눈물”. 스타뉴스. 2013년 7월 19일.
8. ↑  “에이핑크, 대만 음반차트 1위 등극”. 텐아시아. 2015년 5월 18일에 원본 문서에서 보존된 문서. 2015년 5월 10일에 확인함.
9. ↑  “'인기가요' 에이핑크 1위, '지상파+케이블' 전부 휩쓸어 '왕좌' 올랐다”. 한국경제TV 와우리뷰스타. 2014년 4월 13일. 2014년 12월 10일에 원본 문서에서 보존된 문서. 2014년 12월 8일에 확인함.
10. ↑  “에이핑크, `nonono`로 일본 데뷔…기념 행사에 2만명 모여”. 매일경제 MK뉴스. 2014년 10월 24일.
11. ↑  “'인기가요' 에이핑크, 'LUV'로 1위 등극…지상파 음악방송 '올킬'”. OBS NEWS. 2014년 12월 7일.
12. ↑  “에이핑크, 지상파 3사 음악 방송 2주 연속 1위…국민 걸그룹 코 앞”. 스포츠동아. 2014년 12월 15일.
13. ↑  “걸그룹 에이핑크, 'LUV'로 12월 음악방송 올 킬!!”. 스포츠서울. 2014년 12월 29일. 2015년 1월 5일에 원본 문서에서 보존된 문서. 2015년 1월 5일에 확인함.
14. ↑  “‘음악중심’ 에이핑크 5주 연속 1위 대기록 ‘대세 맞네’”. 뉴스엔. 2005년 12월 31일.
15. ↑  “에이핑크 콘서트① 꿈과 성장, 모두 담긴 진짜 파라다이스”. 텐아시아. 2015년 1월 31일.
16. ↑  “에이핑크, '미스터츄'로 日 오리콘 주간 2위..'기록 경신'”. OSEN. 2015년 2월 25일.
17. ↑  “에이핑크, 해외 첫 콘서트도 성황..싱가포르 '매진'”. OSEN. 2015년 3월 23일.
18. ↑  “에이핑크, LUV 일본 오리콘 차트 2위 "오리콘 차트 점령 초읽기!"”. 더팩트. 2015년 5월 28일.
19. ↑  “에이핑크, 두 번째 해외 단독 콘서트 개최… 상하이 콘서트 성황리 종료”. 쿠키뉴스. 2015년 6월 1일. 2015년 6월 21일에 원본 문서에서 보존된 문서. 2015년 6월 1일에 확인함.
20. ↑  “에이핑크, 7월 16일 컴백 확정…걸그룹 대전 열기 달군다”. TV리포트. 2015년 6월 29일.
21. ↑  “에이핑크 'Pink Island', 걸그룹 이례적 '공연돌' 시동…막강 팬덤 1인자 넘본다”. 뉴스펌. 2015년 8월 22일.
22. ↑  “에이핑크, 첫 일본 투어 ‘PINK SEASON’ 성료…6회 공연 전석 매진 기록”. 스타서울TV. 2015년 10월 13일. 2016년 8월 26일에 원본 문서에서 보존된 문서. 2016년 1월 10일에 확인함.
23. ↑  김태준 (2015년 11월 25일). “로엔, 에이핑크 소속 에이큐브엔터 인수”. 매일경제. 2018년 11월 25일에 확인함.
24. ↑  황미현 (2017년 5월 8일). “[에이핑크 6주년 인터뷰②]초롱 "이미 재계약…7년 고비 없어요"”. 뉴스1. 2018년 11월 25일에 확인함.
25. ↑  “에이핑크, 日서 크리스마스 싱글 앨범 발매”. 스포츠한국. 2006년 12월 14일.
26. ↑  “에이핑크, 5일 캐나다 시작으로 첫 북미투어 개최 'PINK MEMORY'”. 지밸리. 2016년 1월 4일. 2016년 3월 4일에 원본 문서에서 보존된 문서. 2016년 1월 10일에 확인함.
27. ↑  “에이핑크 측 "손나은 탈퇴, 5인조로 개편"”. 2022년 4월 8일.
28. ↑  “'에이핑크' 박초롱, "에이핑크의 대표, 초롱이에요~"”. 조선일보. 2011년 5월 12일. 2012년 7월 17일에 원본 문서에서 보존된 문서. 2015년 5월 20일에 확인함.
29. ↑  “'에이핑크' 윤보미, "두준오빠와 절친되고 싶어요"”. 조선일보. 2011년 5월 16일. 2012년 7월 17일에 원본 문서에서 보존된 문서. 2015년 5월 20일에 확인함.
30. ↑  “'에이핑크' 정은지, "목소린 내가 최고! 뮤지션 될래요"”. 조선일보. 2011년 5월 15일. 2012년 7월 17일에 원본 문서에서 보존된 문서. 2015년 5월 20일에 확인함.
31. ↑  “'에이핑크' 김남주, "내가 바로 에이핑크의 활력소!"”. 조선일보. 2011년 5월 14일. 2012년 7월 24일에 원본 문서에서 보존된 문서. 2015년 5월 20일에 확인함.
32. ↑  “'에이핑크' 오하영, "성숙한 매력도 제법 귀엽죠?"”. 조선일보. 2011년 5월 18일. 2012년 7월 14일에 원본 문서에서 보존된 문서. 2015년 5월 20일에 확인함.
33. ↑  “'에이핑크' 홍유경, "박민영 언닐 닮았다? 영광이죠!"”. 조선일보. 2011년 5월 17일. 2015년 7월 23일에 원본 문서에서 보존된 문서. 2015년 5월 20일에 확인함.
34. ↑  “'에이핑크' 손나은, "가요계의 중심, 될래요"”. 조선일보. 2011년 5월 13일. 2012년 7월 19일에 원본 문서에서 보존된 문서. 2015년 5월 20일에 확인함.